# Circesium
Circesium era un'antica città dell'Osroene, corrispondente alla moderna città di Buseira, nella regione di Deir ez-Zor in Siria, alla confluenza del fiume Khabur con l'Eufrate. Fu anche fortezza militare romana per oltre due secoli (fine del III-inizi del VI secolo).

## Storia
Le fonti romane menzionano questa località dove l'Imperatore Gordiano III sembra sia morto nel 244, ad oltre 300 km a nord di Peroz-Shapur. Qui le armate romane tributarono al giovane imperatore scomparso un cenotafio, che sembra fosse ancora presente al tempo della campagna sasanide di Giuliano. Sul cenotafio era ancora visibile la scritta, secondo la Historia Augusta, in lingua greca, latina, persiana, ebraica ed egiziana, che recitava:
(Historia Augusta, Gordiani tres, 34, 3.)
Valeriano tornato in Oriente negli anni 258-260, impegnò le forze sasanidi, ottenendo probabilmente una vittoria nei pressi di Circesium. Con le successive campagne sasanidi di Galerio degli anni 296-298, i territori attorno alla Circesium romana (fondata, quindi, da Diocleziano, in sostituzione di una precedente città, ancora più grande, chiamata Sirhi in lingua assira) furono annessi alla provincia romana di Mesopotamia, dove in seguito potrebbe esser stata posizionata un'intera legione romana o sue vexillationes (legio IV Parthica).
La città fu restaurata da Giustiniano I, e durante una successiva guerra contro i Sasanidi degli anni 609-610, fu da questi ultimi conquistata in modo definitivo insieme ad Edessa, Carre e Callinicum.
In età islamica fu il luogo della battaglia di 'Ayn al-Warda tra le forze califfali omayyadi e i Kufani di sentimenti alidi, conclusasi con la netta vittoria delle prime il 6 gennaio 685.